# Elixir (personaggio)
Elixir, il cui vero nome è Joshua "Josh" Foley, è un personaggio dei fumetti creato da Nunzio DeFilippis e Christina Weir (testi) più Keron Grant (disegni), pubblicato dalla Marvel Comics. Apparso la prima volta sulle pagine di New Mutants (seconda serie) n. 5, Josh è uno dei ventisette studenti dello Xavier Institute ad aver mantenuto i propri poteri dopo la decimazione.

## Biografia del personaggio

### Origini
La prima apparizione di Josh risale ai tempi della sua affiliazione ai Reavers, milizia anti-mutante, guidati dal cyborg Donald Pierce. Dopo che Cerebra ne individuò il tracciato mutante, Moonstar e Karma andarono in perlustrazione coadiuvati da Wither, Wallflower, Wind Dancer e Prodigy. Dopo l'inevitabile scontro con i Reavers, la giovane Laurie Collins si accasciò a terra ferita mortalmente e, partecipe del dolore dei suoi compagni, Josh si accostò al corpo della ragazza, manifestando per la prima volta i suoi poteri e guarendola. Inizialmente restio all'idea d'entrare allo Xavier Institute, si convinse di tale decisione non appena amici e genitori, scoperta la sua vera natura, gli voltarono le spalle abbandonandolo. Affidato alla tutela legale di Moonstar, Josh venne alloggiato in stanza con Prodigy, il quale non vedeva di buon occhio i suoi trascorsi con i Reavers, e fece subito amicizia con il bulletto Julian Keller. Dopo aver accidentalmente risvegliato Magma dal coma nel quale era stata indotta da Xavier, l'amicizia fra i due finì e grazie all'affetto di David, Sofia, e soprattutto di Laurie, con cui aveva sviluppato uno speciale rapporto, accantonò i propositi di abbandonare la scuola ed anzi, con il nome-in-codice di Elixir, venne scelto da Moonstar per entrare a far parte dei nuovi Nuovi Mutanti, squadra nella quale confluirono pure i suoi amici.

### Relazioni
A distanza di pochi giorni dalla sua nomina, Josh incontrò una depotenziata Rahne Sinclair e ne fu subito attratto, tanto che la sera stessa uscì di nascosto per incontrarsi con lei in un bar. Al termine dell'incontro i due si baciarono ed inconsciamente Josh curò la ragazza facendole riacquistare i poteri. Rahne si trasformò in lupo e cedendo alla sua parte istintiva sventrò il ragazzo per poi darsi alla fuga sotto l'effetto dei ferormoni emanati da Laurie. A causa dell'assenza di Angelo, unico altro guaritore, poca speranza rimaneva a Josh di salvarsi, almeno fino a quando Prodigy non elaborò una teoria secondo la quale lo stesso Josh poteva rivolgere su sé stesso i poteri di guarigione a patto però che fosse in stato cosciente. Bestia acconsentì ad attuare il piano del ragazzo, e mentre Surge lo svegliò e Laurie lo tenne calmo con i propri ferormoni, Josh si apprestò a guarirsi, ricevendo come risultato, oltre che il ripristino di tutte le sue funzioni biologiche, anche un'epidermide dorata. Guarigione questa, che portò Bestia a riconsiderare le potenzialità di Josh e a ricollocarlo come livello omega sulla scala del potenziale mutante, poiché oltre a guarire gli altri e se stesso con facilità, poteva agire sulla materia organica a livello genetico per ristrutturarla o modificarla. Riconosciuta l'innocenza di Rahne nell'accaduto, le fu permesso di rimanere all'istituto ed i due avviarono una relazione segreta, terminata quando la giovane vide Josh uscire a cena con Laurie, cosa che scatenò la gelosia di Wither portandolo a rivelare la tresca che lui e Rahne avevano condiviso. Con l'eccezione di Surge, il resto dei Nuovi Mutanti si rifiutò di rivolgere anche solo la parola a Josh e per prevenire altri scarsi risultati nelle esercitazioni di gruppo, Wind Dancer propose di passare un po' di tempo nei boschi attorno alla scuola. Durante questa escursione Josh confidò all'amico Icarus di sentirsi dispiaciuto di come gli eventi erano andati e che non era mai stata sua intenzione che tutto finisse in quel modo; la conversazione fra i due, ascoltata anche dal resto del gruppo, convinse gli altri della buona fede e del pentimento di Josh cosicché il gruppo si riconciliò prima del ritorno a scuola.
Nel frattempo, Josh apparve nell'arco di storie intitolato Pericoloso su Astonishing X-Men, dove lo si vide curare Colosso e Shadowcat dalla ferita procuratagli da Danger, stanza del pericolo incarnata, prima di svenire per l'eccessivo uso dei suoi poteri.

### New X-Men
Dopo gli eventi di House of M e la decimazione, nei quali più del 90% della popolazione mutante mondiale perse il Gene X, all'interno dell'istituto rimasero solo ventisette allievi ancora in possesso dei propri poteri, e Josh fu uno di essi. Approvando la decisione di Emma Frost, Ciclope chiese a tutti coloro che erano stati depotenziati di lasciare l'istituto e fra questi la tutrice di Josh, Moonstar. Mentre gli studenti salivano a bordo del bus che li avrebbe ricondotti alle loro case, i Purificatori, che fino a quel momento avevano tramato nell'ombra diedero il via alle loro operazioni, facendolo esplodere. Accorso assieme agli altri, Josh sentì spegnarsi ogni vita coinvolta nell'attacco e poiché i suoi poteri si dimostrarono inutili cominciò sempre più a dubitarne. Ancora sconvolti per l'attentato, i rimanenti studenti vennero convocati da Emma affinché, tramite uno scontro tra loro, si determinasse chi sarebbe stato addestrato per entrare a far parte di quella che sarebbe stata l'ultima generazione di X-Men: Josh assieme a Satiro, Mercury, Rockslide, Surge, X-23 e Dust superò indenne lo scontro con gli altri ed entrò a far parte dei New X-Men. Durante una delle loro prime sessioni di addestramento ferì alla nuca Colosso, scatenando le ire di Emma che decise di metterlo temporaneamente fuori squadra e dando modo a Laurie di consolarlo con una delle loro chiacchierate nel parco della scuola. Sentendosi sempre più inutile come guaritore e fuori posto in squadra, Josh sfogò, verbalmente, la propria rabbia sulla ragazza, che nel mentre della discussione venne uccisa da un proiettile alla nuca. Sconvolto per l'omicidio di Laurie avvenuto sotto i suoi occhi, Josh cadde in uno stato catatonico nel quale rimase fino a quando i Purificatori, guidati da William Stryker in persona, presero d'assalto l'istituto. Svegliatosi, raggiunse Stryker e tramite lo sviluppo offensivo del proprio potere lo uccise, anche se come conseguenza di questo suo gesto, l'epidermide mutò da oro a nero e tornò nuovamente in stato semi-comatoso.

### Alla ricerca di Magik
Al termine dello scontro con Nimrod, X-23 fu ferita così profondamente da non riuscire a curarsi tramite il proprio fattore rigenerante, costringendo Satiro a trasportarla velocemente allo Xavier Institute. Su insistenza di Julian, Elixir curò una Laura in fin di vita, riacquistando il colorito dorato e uscendo dallo stato catatonico, anche se una parte dell'aura oscura capace di dare la morte rimase nel suo corpo, spostandosi di zona in zona. Dal suo risveglio, Josh sembrò possedere un nuovo e più pacifista approccio alla vita che lo portò a praticare spesso meditazioni zen, yoga e ad aborrire la violenza, oltre che a stimolare la sua voglia di conoscenza nel campo dell'anatomia umana, della fisiologia e della biologia. Chiesto aiuto a Bestia per quanto riguarda questi ultimi tre campi, si risolse ad utilizzare la telepatia delle Naiadi per trasferire tutta la coscienza di McCoy nella sua mente, giusto prima che i residenti dell'istituto venissero trasportati all'interno della dimensione demoniaca nota come Limbo. Una volta al suo interno fu capace di ricreare il cuore di Prodigy dopo che il demone Belasco glielo aveva strappato dal corpo, e di richiamare la parte oscura del suo potere per uccidere quanti più demoni possibile con un solo tocco, causando loro perdita di sangue dalle orecchie e poi l'esplosione della testa.
Durante World War Hulk, Elixir assieme agli altri New X-Men si scontra con il Gigante di Giada inibendo il suo fattore di guarigione e lasciandolo esposto agli attacchi della squadra. Ciononostante, Hulk si riprende e facilmente sconfigge i mutanti, salvati in ultimo dall'arrivo degli Astonishing X-Men.

### Messiah Complex
Preoccupati per il suo strano comportamento, gli X-Men chiedono a Kitty di fare una chiacchierata con Elixir. Riportando le poche parole scambiate con Josh, a proposito di ciò che i suoi poteri possono fare e fin dove può spingersi, Kitty mostra agli altri tutta la propria preoccupazione temendo che gli X-Men stiano allevando un nuovo Magneto. Tempo dopo, fu proprio tramite Josh, attraverso il contatto con la sua aura oscura, che la veggente Blindfold si tolse la vita appena prima che l'intero istituto fosse preso di mira dagli Accoliti di Exodus. Tuttavia, assieme alla parte oscura, Blindfold toccò anche la parte dorata e fece sì che il suo corpo cadesse in uno stato di morte apparente pronto per essere risvegliato non appena il pericolo fosse scampato. Durante Messiah Complex, Josh rifiuta di partire in missione con i New X-Men, affermando però che se qualcuno avesse avuto bisogno di guarire non si sarebbe rifiutato di farlo. Dopo l'inaspettato attacco delle Sentinelle di O*N*E ai danni dello Xavier Institute, Josh fu ricoverato all'interno del reparto medico in coma farmacologico.

### X-Force
Ripresosi dalle ferite riportate durante il crollo dello Xavier Institute, Josh viene richiamato in azione da Angelo. Giunto in Colorado, il ragazzo curò Wolfsbane dall'overdose di eroina iniettatale dai Purificatori, dopodiché fu vittima del suo stesso attacco ad Angelo, nel quale il mutante perse le ali. Ripresosi, si occupò di sanare le ferite di Warren, tuttavia non riuscì a fargli ricrescere le ali, poiché ancora affette dalle manipolazioni di Apocalisse, che di lì a qualche minuto lo avrebbero portato a trasformarsi nuovamente in Arcangelo, epidermide bluastra ed ali metalliche comprese.

## Poteri e abilità
Elixir è un mutante di livello omega capace di controllare, manipolare, incrementare o sopprimere qualsiasi struttura biologica, incluso il suo stesso corpo (biocinesi). Josh generalmente opera toccando la struttura biologica sulla quale fare intervenire il proprio potere. Ancora inesperto nell'uso dei suoi poteri, i cui limiti sono tuttora sconosciuti, li utilizza principalmente in ambito curativo, come guaritore, nel quale si è molto preparato con l'aiuto degli altri X-Men, tanto da riuscire a sanare da semplici fratture, a ferite mortali. Inoltre, Josh può alterare le strutture genetiche, fino a far sviluppare mutazioni latenti o a ripristinare quelle perdute, come nel caso di Wolfsbane. Questa sua abilità non è però più stata mostrata dopo l'M-Day, probabilmente oramai inutilizzabile a causa della completa cancellazione del Gene X dal genoma mutante a opera di Scarlet.
Elixir ha anche sviluppato una mutazione secondaria, sviluppando un'epidermide dorata, nel momento in cui riuscì a guarire se' stesso dopo lo sventramento subito ad opera di Wolfsbane; questa mutazione secondaria è soggetta però ad una variazione di pigmentazione, da dorata a nera, ogni qualvolta utilizzi il proprio potere in maniera offensiva, causando la morte dei suoi avversari. Dopo aver assorbito tutte le conoscenze mediche di Bestia, tramite la telepatia delle Naiadi di Stepford, Josh ha sviluppato maggiormente il suo sapere in campo biologico, cosa che ha incrementato ancora di più i suoi poteri e capacità, rendendogli possibile ricreare organi dal nulla, come nel caso in cui salvò Prodigy, ricreandogli velocemente il cuore, che gli era stato appena strappato dal petto da Belasco, durante una missione all'interno del Limbo. In un'altra occasione ha fatto sviluppare nel cervello di Svanitore un tumore, così da poterlo ricattare e costringerlo ad obbedirgli, promettendogli però di guarirlo al termine della loro missione.
Con il passare del tempo Elixir è diventato sempre più capace ad utilizzare i suoi poteri tanto da riuscire ad influenzare la materia organica anche senza un contatto fisico ad esempio quando ha riportato in vita 16 milioni di mutanti morti su Genosha, è stato in grado di ritornare in vita dopo essere morto.

## Altre versioni

### House of M
In questo universo alternativo, Josh viene presentato come un agente del junior team al servizio dello S.H.I.E.L.D. Di indole estremamente cinica, utilizza i propri poteri, in coppia con Wither, per torturare i prigionieri allo scopo di ottenere informazioni. In questo universo, Elixir mostra pieno controllo delle sue capacità, sia curative che degenerative.

## Altri media

### Musica
Riferimenti ad Elixir e alla sua relazione con Wallflower si trovano nel testo della canzone Nrrrd Grrrl di MC Chris.